# Cephalophyllum purpureo-album
Cephalophyllum purpureo-album är en isörtsväxtart som först beskrevs av Adrian Hardy Haworth, och fick sitt nu gällande namn av Schwant. Cephalophyllum purpureo-album ingår i släktet Cephalophyllum och familjen isörtsväxter. Inga underarter finns listade i Catalogue of Life.